# Los Campitos (Los Llanos de Aridane)
Los Campitos fue un núcleo de población del municipio de Los Llanos de Aridane, en la isla de La Palma (Canarias). El lugar conformaba hasta el año 2000 una entidad singular de población propia, pasando posteriormente a quedar integrado dentro de la localidad de Todoque. El lugar quedó prácticamente destruido debido a las coladas de lava de la erupción iniciada el 19 de septiembre de 2021.

## Geografía
Situado a una altitud de 500 m s. n. m., Los Campitos se ubica a cinco kilómetros al sur del casco urbano de Los Llanos de Aridane, formando parte de la zona municipal de medianías. Comprende la parte más oriental de la localidad de Todoque, limitando al norte con Tajuya por la zona donde se encuentra el Polígono Industrial del Callejón de La Gata, y al sur con Las Manchas en Montaña Cogote. La carretera del sur marca su límite este con el municipio de El Paso, en la zona de El Paraíso. 
La zona tiene una agricultura totalmente de secano, principalmente centeno, vid y algunos frutales como higueras y almendros, hasta la llegada del regadío en la que se introducen otros cultivos. La ganadería también tiene suma importancia.
El poblamiento es disperso, aunque aumenta su densidad a lo largo del Camino El Pastelero, que cruza el lugar de este a oeste, y en la zona cercana a la carretera general.
| Noroeste: La Laguna | Norte: Tajuya    |                  |
| Oeste: Todoque      |                  | Este: El Paraíso |
|                     | Sur: Las Manchas |                  |

## Historia
A finales del siglo XV, el lugar formaba parte del cantón aborigen de Tihuya, que abarcaría las zonas actualmente conocidas como Tajuya, Todoque, Puerto Naos, La Laguna y parte de Las Manchas. Tras la conquista e incorporación de la isla a la Corona de Castilla, la zona pasa a ser considerada como tierra comunal. Según Gaspar Frutuoso el lugar estaba dedicado fundamentalmente a la ganadería, y sus habitantes eran principalmente descendientes de los aborígenes palmeros, aunque también había ya colonos de origen europeo.
Los Campitos será una de las entidades que conformará el denominado "lugar de Los Llanos", precedente del actual municipio aridanense. En 1847 José María Wangüemert de Alcalá, un colaborador del diccionario de Pascual Madoz realiza una descripción del pago de Los Campitos, citada a continuación:

Los Campitos: 69 vecinos; 263 almas: 149 varones, 114 mujeres. «Serán 90» las casas en que viven, entre habitadas y cerradas, diseminadas, terreras, de piedra seca y armadura de tea y teja en ripia. El agua la obtienen en las vicas de Argual y Tazacorte, «al no ser uno que otro estanque donde recogen las aguas del invierno».
José Eduardo Pérez Hernández, 2012.

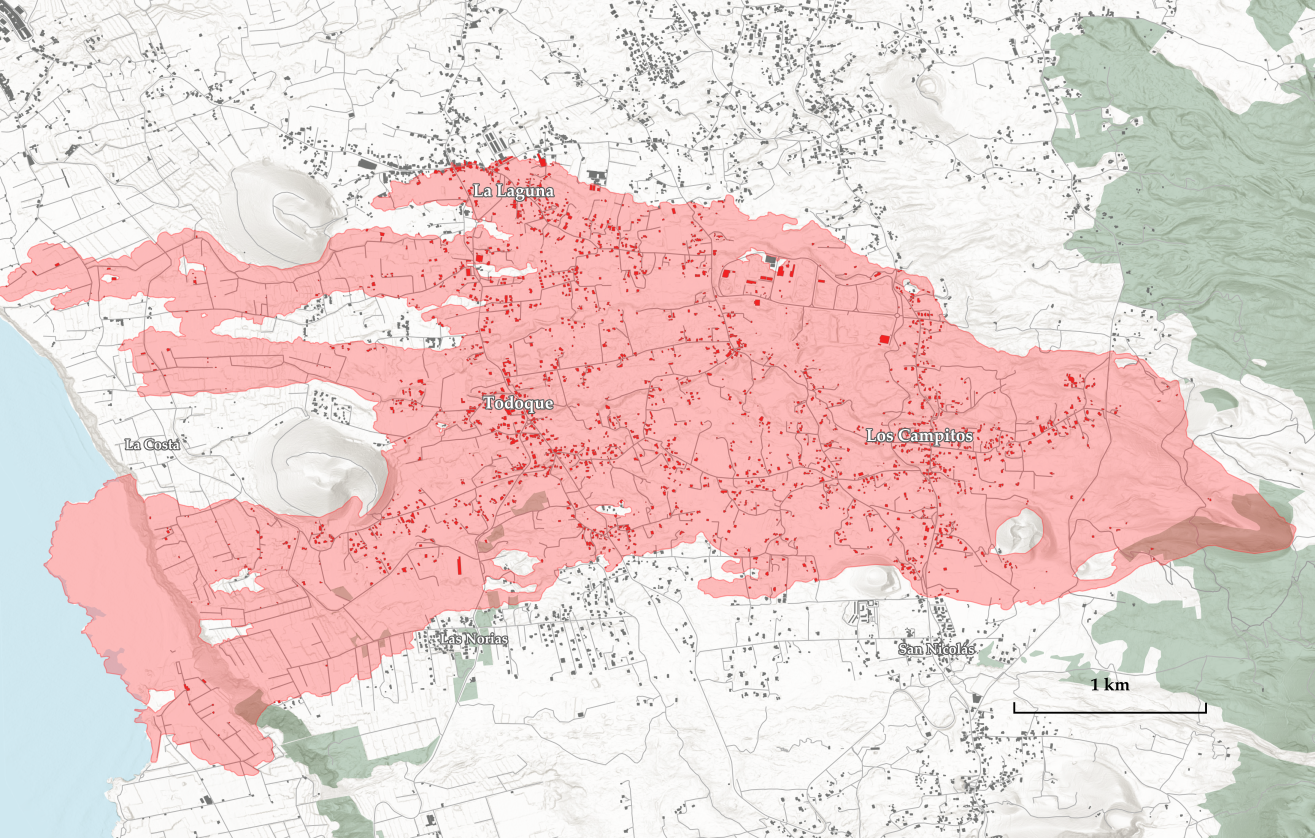
Coladas de lava y edificaciones destruidas, a 23 de noviembre de 2021

En 2021 su territorio se vio afectado por la erupción volcánica de Cumbre Vieja. Las coladas de lava destruyeron una gran cantidad de viviendas y edificaciones, entre ellas la escuela unitaria del barrio.

## Demografía
En los censos recientes su población está integrada dentro de la localidad de Todoque, mientras que con anterioridad Los Campitos figuraba por separado.
| Gráfica de evolución demográfica de Los Campitos entre 1847 y 1981 |
| |
| Población según el Diccionario geográfico-estadístico-histórico de España y sus posesiones de Ultramar. Población de derecho (1950-1981) según el padrón municipal del INE. |

## Educación
Los Campitos cuenta con una escuela unitaria. Su área de influencia cubre también la entidad de El Paraíso, en Las Manchas.
- Colegio de Educación Infantil y Primaria Los Campitos.[7]